# Miika Koppinen
Miika Johannes Koppinen (Kokkola, Finlandia, 5 de julio de 1978) es un futbolista finlandés. Juega de mediocampista y actualmente milita en el Tromsø IL del Tippeligaen de Noruega, equipo en el cual, es actualmente el capitán.

## Clubes
| Club         | País      | Año           |
| ------------ | --------- | ------------- |
| KPV Kokkola  | Finlandia | 1998          |
| FF Jaro      | Finlandia | 1998-2000     |
| Tromsø IL    | Noruega   | 2000-2004     |
| Rosenborg BK | Noruega   | 2005-2008     |
| Tromsø IL    | Noruega   | 2008-presente |

## Selección nacional
Ha sido internacional con la Selección de fútbol de Finlandia; donde hasta ahora, ha jugado 18 partidos internacionales y no ha anotado goles por dicho seleccionado. 
También participó en la selección juvenil de su país, donde jugó apenas 8 partidos.